# Wenanty Fuhl
Wenanty Fuhl (ur. 2 grudnia 1960) – polski piłkarz występujący na pozycji obrońcy. 

## Życiorys
Jest wychowankiem Uranii Ruda Śląska. Później występował jeszcze w Szombierkach Bytom, by w 1982 roku opuścić Polskę i przenieść się do Niemiec. Tam został zawodnikiem FC Schalke 04, lecz w barwach tego klubu nie rozegrał ani jednego spotkania. W 1983 roku podpisał kontrakt z austriackim Wiener SC. Rok później powrócił do Niemiec i tam reprezentował jeszcze barwy takich klubów jak 1. FC Nürnberg, TSV Havelse, 1. FC Saarbrücken, SC Hauenstein i FC Homburg. W 1996 roku zakończył karierę.